# Бір 4 (заповідне урочище)
 Заповідне урочище «Бір» (втрачене) було оголошене рішенням Івано-Франківського Облвиконкому  №166 від 17.05.1983 року на землях колгоспу "Ленінським шляхом" (с. Н. Струтинь). Адміністративне розташування – Рожнятівський район, Івано-Франківська обаласть.

## Характеристика
Площа – 0,6 га.

## Скасування
Станом на 1.01.2016 року об'єкт не міститься в офіційних переліках територій та об'єктів природно-заповідного фонду, оприлюднених на Єдиному державному вебпорталі відкритих даних http://data.gov.ua/ [Архівовано 4 травня 2016 у Wayback Machine.]. Проте ні в Міністерстві екології та природних ресурсів України, ні у Департаменті екології та природних ресурсів Івано-Франківської обласної державної адміністрації відсутня інформація про те, коли і яким саме рішенням було скасовано даний об'єкт природно-заповідного фонду. Таким чином, причина та дата скасування на сьогодні не відома. Вся інформація про стоворення об'єкту взята із текстів зазначених у статті рішень обласної ради, що надані Державним управлянням екології та природних ресурсів Івано-Франківської області Всеукраїнській громадській організації «Національний екологічний центр України». Відповідно до листа Міністерства екології та природних ресурсів України №9-04/18-16 від 11.01.2016 року "Щодо надання роз'яснення", з якого слідує, що вся інформація про установи природно- заповідного фонду є відкритою.
Інформація для створення цієї сторінки надана Міжнародною благодійною організацією "Екологія-Право-Людина"Втрачені території природно-заповідного фонду Івано-Франківської області.